# Piptadenia flava
Espèce
Classification phylogénétique
Piptadenia flava est une espèce de plantes de la famille des Fabaceae originaire d'Amérique centrale et d'Amérique du Sud.